# Bitwa pod Whitehorse Tavern
Bitwa pod Whitehorse Tavern znana także jako bitwa pod Warren Tavern lub bitwa w chmurach – starcie w trakcie kampanii filadelfijskiej podczas wojny o niepodległość Stanów Zjednoczonych pomiędzy heskim zagonem gen. Wilhelma von Knyphausena, a siłami osłaniającymi gen. Kazimierza Pułaskiego i oraz brygadami generałów Anthony’ego Wayne’a oraz Williama Maxwella. Nagła ulewa spowodowała zamoknięcie amunicji patriotów i przegraną.

## Bitwa
Pięć dni po bitwie nad Brandywine siły Williama Howe’a starły się z patriotami pod Whitehorse Tavern. Dowodzeni przez gen. Wilhelma von Knyphausena Hesowie odepchnęły osłonę piechoty i kawalerii gen. Kazimierza Pułaskiego i zaatakowały brygady generałów Anthony’ego Wayne’a oraz Williama Maxwella. Nagły, rzęsisty deszcz spowodował zamoknięcie amunicji niesionej przez rebelianckich żołnierzy w źle skonstruowanych pudełkach. Głównodowodzący Jerzy Waszyngton był zmuszony wycofać swoje wojska.